# Tomáš Likavský
Tomáš Likavský (* 28. Juli 1971 in Zvolen) ist ein slowakischer Schachmeister.

## Leben
Im Jahr 2005 erhielt er den Großmeistertitel. Likavský spielte zweimal (in den Jahren 2004 und 2006) für die Nationalmannschaft der Slowakei bei der Schacholympiade, wo er 6,5 Punkte aus 12 Partien erzielte. 2001 spielte Likavský bei den Mannschaftseuropameisterschaften in León. Likavský siegte im selben Jahr in Tatranské Zruby (zusammen mit Mikuláš Maník) und Imperia (zusammen mit Borys Tschalbaschew). Zur Jahreswende 2001/2002 teilte er den zweiten Platz im Turnier Cracovia 2001/02 in Kraków. Er siegte 2002 in Salgótarján und teilte den ersten Platz in Weilheim in Oberbayern. Im Jahr 2003 siegte Likavský erneut (zusammen mit Konstantin Tschernyschow) in Salgótarján, dann teilte er den zweiten Platz in der Meisterschaft der Slowakei und Likavský war erneut geteilter Sieger (zusammen mit Oleg Korneev) in Imperia. Im Jahr 2006 teilte er den ersten Platz im Open Česká Třebová. 2007 war er erneut geteilter Sieger in Szombathely.
In der deutschen Schachbundesliga spielte Likavský in der Saison 2007/08 für den Godesberger SK, in der österreichischen 1. Bundesliga von 2005 bis 2010 für ASVÖ Wulkaprodersdorf, mit dem er am European Club Cup 2006 teilnahm, und in der Saison 2011/12 für den SK Zwettl. In der tschechischen Extraliga spielte er in der Saison 2000/01 für den  ŠK Infinity Pardubice, von 2001 bis 2005 für ŠK Mahrla Prague, in der Saison 2005/06 für die zweite Mannschaft des ŠK Lokomotiva Brno, in der Saison 2007/08 für TJ Tatran Litovel und von 2010 bis 2012 für Výstaviště Lysá nad Labem. In der slowakischen Extraliga spielte er von 1992 bis 1994 und von 2011 bis 2013 für den ŠK Doprastav Bratislava, von 1994 bis 1999 für den ŠK Dunaj Bratislava, mit dem er 1997 slowakischer Mannschaftsmeister wurde und im selben Jahr am European Club Cup teilnahm, von 1999 bis 2001 und in der Saison 2002/03 für den ŠK Softip Rajecké Teplice, in der Saison 2001/02 für den ŠK Bestex Nové Zámky, von 2003 bis 2007 für den ŠK Zentiva Hlohovec, mit dem er 2004 Meister wurde, von 2007 bis 2009 für den MŠK KdV Kežmarok, von 2009 bis 2011 für den ŠK Prievidza, mit dem er 2010 die Meisterschaft gewann, von 2013 bis 2018 für TJ INBEST Dunajov, seit 2018 spielt er für den ŠK AQUAMARIN Podhájska.